# 三斑麗體魚
三斑麗體魚，為輻鰭魚綱鱸形目隆頭魚亞目慈鯛科的其中一種，分布於中美洲墨西哥至薩爾瓦多太平洋岸的淡水流域，體長可達36.5公分，棲息在沙泥底質、植被生長且流動緩慢的溪流，屬肉食性，以魚類、昆蟲等為食，生活習性不明，可作為觀賞魚。

## 擴展閱讀
維基物種上的相關：三斑麗體魚